# Altstadt (Herford)
Die Altstadt ist einer von drei Teilen der Herforder Innenstadt und gehört zum offiziellen Stadtteil Herford-Stadt. Die Altstadt ist zwar der größte der drei Innenstadtteile, jedoch nicht der älteste, älter ist die Radewig. Der dritte Teil ist die Neustadt.

## Lage
Umgrenzt wird die Altstadt von der Bowerre im Norden und Nordosten, den Wallanlagen Pöppelmannwall und Unter den Linden im Süden und der Aa im Westen.
Die Bowerre verläuft von der Werre am Bergertor zur Aa im Bereich des Steintorwalls. Sie ist bis auf ein kleines Stück kurz vor der Mündung verrohrt und zugeschüttet. Sie bildet die Grenze zwischen der Altstadt und der Neustadt. Der Name geht wohl auf das mitteldeutsche Wort „borne“ zurück, das Brunnen, aufsprudelndes Wasser oder Tränke heißen kann.
Die Herforder Wallanlagen umgeben die gesamte Innenstadt mit Altstadt, Neustadt und Radewig. Südlich der Altstadt-Wälle schließt sich die Altstädter Feldmark an.

## Geschichte
Vor der Gründung der Neustadt in der ersten Hälfte des 13. Jahrhunderts wurde die Altstadt durch ausgedehnte Sumpfgebiete der Werre geschützt.
1634 erfolgte die Vereinigung von Alt- und Neustadt.
Weiteres zur Geschichte der Altstadt siehe unter Geschichte der Stadt Herford, Stift Herford und Reichsstadt Herford.

## Straßen, Plätze, Fußgängerzone

### Fußgängerzone
Zentraler Platz der Altstadt ist der Alte Markt, der Teil der 1968 geschaffenen Herforder Fußgängerzone ist, die von der Bäckerstraße über den Alten Markt zur Straße „Gehrenberg“ und der Brüderstraße verläuft. In der Neustadt setzt sich die Fußgängerzone über den Gehrenberg hinaus durch die Höckerstraße, den Neuen Markt und die Lübberstraße bis zum Lübbertor fort.

### Alter Markt

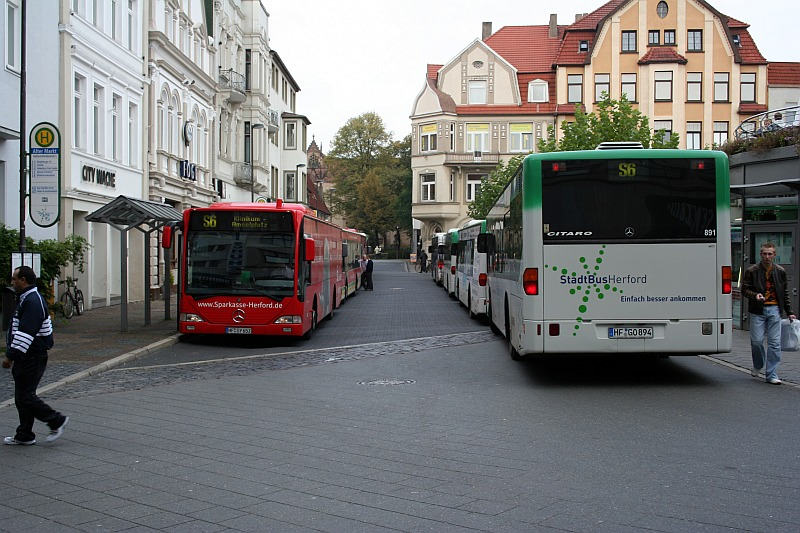
Rendezvous mit Bussen der VMR am Alten Markt in Herford

Der Alte Markt ist der zentrale Innenstadtplatz der Stadt. Hier wurde im Jahre 1360 das Altstädter Rathaus gebaut, das etwa hundert Jahre später durch einen Anbau und später durch einen Vorbau ergänzt wurde. Es wurde 1878 abgebrochen.
Der Platz ist umgeben von Geschäften, Kneipen und Cafés, an wärmeren Tagen mit Außengastronomie. Er ist neben dem Bahnhof (überdachter Busbahnhof) gleichzeitig der zentrale Bustreffpunkt der Stadt. Die Bushaltestellen liegen an der West- und Südseite des Platzes, wodurch die Fußgängerzone unterbrochen wird. Der Stadtbusverkehr ist nach einem Rendezvous-Konzept organisiert, sodass sich halbstündlich bis zu 12 Busse am Platz treffen.
Die Nicolaikirche, die an der Ecke Alter Markt/Gehrenberg stand, brannte 1546 ab.

### Bäckerstraße
Die Bäckerstraße führt vom Alten Markt in die Radewig. Der Name hat sich im Mittelalter wegen der zahlreichen Verkaufsstände der Zunft der Bäcker eingebürgert. 1291 und 1408 wurde für die Straße der Name „platea pistorum“ bezeugt und 1596 hieß sie „Beckerstrate“. Als „Beckerstraße“ wurde sie 1638 und 1680 bezeichnet. 1886 erhielt die Straße vom Magistrat offiziell den heutigen Namen.

### Mönchstraße
Von der Bäckerstraße zweigt südlich die Mönchstraße ab. Sie ist nach dem Herforder Franziskanerkloster benannt, das sich hier bis zur Reformation befand und dessen Gebäude sich teilweise bis in das 19. Jahrhundert erhalten hatten.

### Gehrenberg
Im Gehrenberg waren früher viele Kleinhandwerker sowie Kramer- und Kaufmannsläden angesiedelt. Der Name wurde 1886 von einer alten Bezeichnung übernommen. Er ist seit 1408 als „platea Gerrenberg“ bezeugt. Das mittelniederdeutsche Wort „Gehre“ könnte auf einen keilförmig verlaufenden Straßenzug hindeuten, das Wort „Berg“ auf die Steigung zwischen der Bowerre und dem Alten Markt.

### Linnenbauerplatz
Ein weiterer Platz ist der Linnenbauerplatz. Der auf der Nordseite des Platzes liegende ehemalige Verlauf der Bowerre markiert noch heute die Grenze zwischen Alt- und Neustadt. Bis 1972 befand sich am Linnenbauerplatz die Mittelstädter Mühle, auch als Abteimühle, Bextenmühle oder Siebenmühle bezeichnet. Ihr Mühlrad wurde durch die Bowerre angetrieben. Vermutlich geht der Standort der Mühle auf Anfang des 13. Jahrhunderts zurück. 1970 erhielt der Platz seinen Namen nach dem dort stehenden Linnenbauerdenkmal. In den Jahren 2007 und 2008 wurde die Fläche zum Spielplatz ausgebaut, wobei die Wasserspielfläche an den alten Flusslauf der Bowerre erinnern soll.

### Brüderstraße
Der Name Brüderstraße erinnert an die Brüder des Augustiner-Ordens, deren Herforder Kloster vom 13. Jahrhundert bis 1540 zwischen der Brüderstraße und der Bowerre stand. Die Augustiner waren maßgeblich an der Einführung der Reformation in Herford beteiligt. An der Stelle, an der sich das Augustinerkloster befand, entstand die Lateinschule, deren Tradition heute vom Friedrichs-Gymnasium fortgeführt wird. Das spätklassizistische Gymnasiumsgebäude von 1869 wurde 1972 abgerissen. An dessen Stelle entstand das Kaufhofgebäude, das seit 2001 leer stand. Nach dessen Umbau und Teilabriss wurde dort im März 2018 das Altstadt-Center mit mehreren Geschäften und Wohnungen eröffnet.

### Augustinerplatz

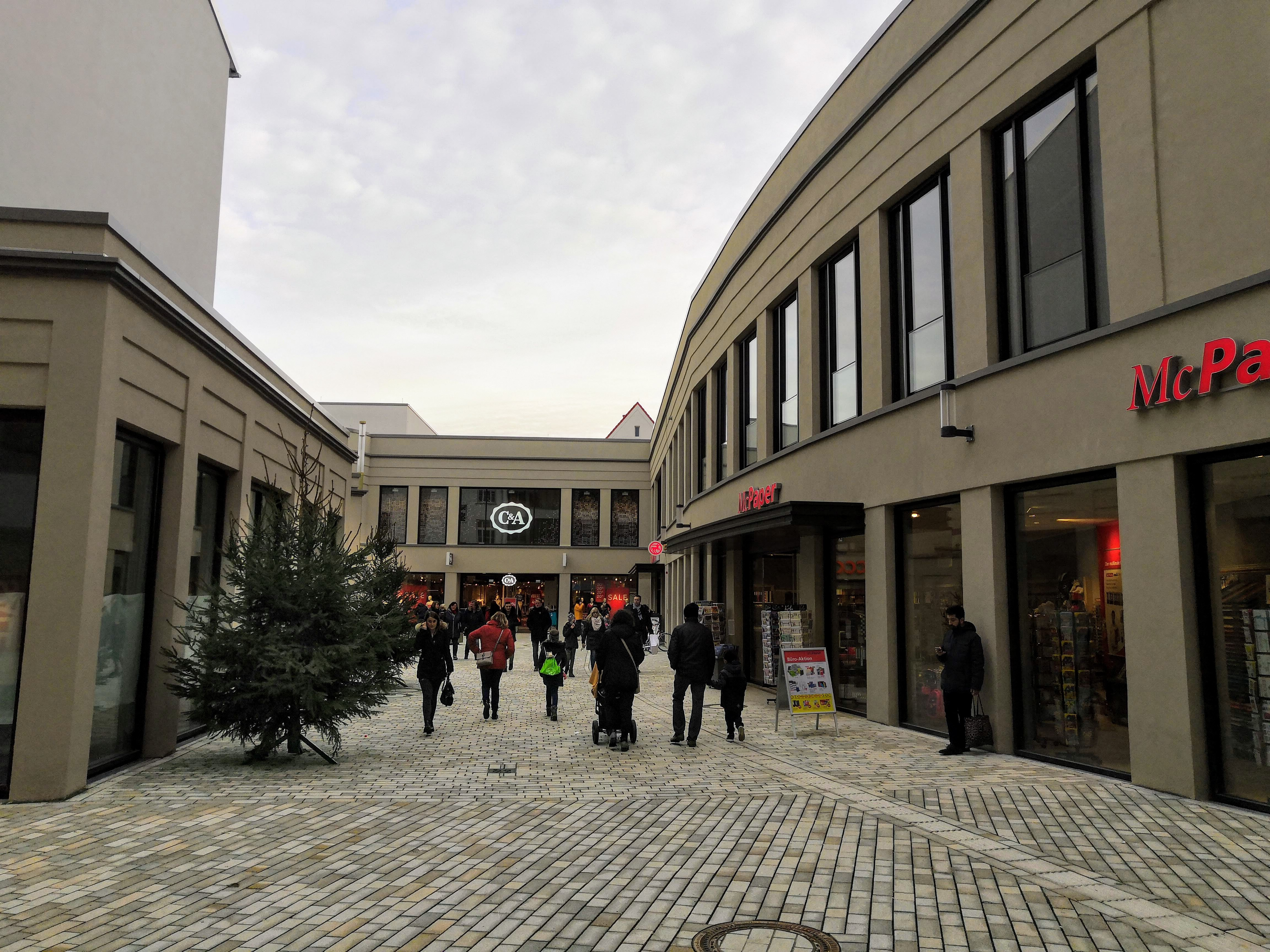
Augustinerplatz

Der Augustinerplatz liegt direkt vor dem 2018 eröffneten Altstadt-Centrum. Der Name des Platzes ist im Februar 2018 im Rahmen einer Online-Abstimmung durch die Herforder Bürger festgelegt worden. Er erinnert wie die Brüderstraße an das Augustinerkloster, das sich in dem Bereich befand.

### Klosterstraße
Die Klosterstraße ist eine Verbindungsstraße zwischen der Brüderstraße und der Komturstraße, die bereits in der Neustadt liegt. Sie wurde nach dem Abriss des Friedrichs-Gymnasiums und dem Neubau des Kaufhofs Anfang der 1970er Jahre gebaut. Davor war der heutige Straßenbereich Teil des Schulhofs des Gymnasiums. Auch der Name Klosterstraße erinnert an das Augustinerkloster.

### Martinsgang
Der Martinsgang verbindet die Brüderstraße mit der Johannisstraße. 1970 wurde die schmale Gasse zu einer Straße ausgebaut. Der Name geht wohl auf den Martenshof zurück, der hier einmal lag. Der frühere Name war daher Märtensgang oder Mertensgang. An der Ecke mit der Brüderstraße befand sich die Gaststätte Martinsklause. Zeitweise ist man wohl davon ausgegangen, dass Martin von Tours, einer der bekanntesten Heiligen der Katholischen Kirche, der Namensgeber war. Daher befindet sich an einer Hausfassade der Martinsklause ein Wandgemälde, das Martin auf einem Pferd sitzend beim Teilen seines Mantels zeigt, um einem Bettler die Hälfte seines Kleidungsstückes zu überreichen.

### Bereich des Frauenstiftes
Innerhalb des Bereichs des ehemaligen Frauenstiftes befinden sich der Münsterkirchplatz, der Rathausplatz, der Stephansplatz, die Elisabethstraße und die Straße Auf der Freiheit.

### Münsterkirchplatz
Der Münsterkirchplatz liegt zwischen dem Alten Markt, der Elisabethstraße, dem Rathausplatz und dem Stephansplatz. Im Zentrum des Platzes steht das Herforder Münster. Weitere Gebäude sind die Wolderuskapelle, das Kantorhaus und das Haus Münsterkirchplatz 1, in dem sich die Volkshochschule befindet. Auf dem Platz stehen der Altstädter Brunnen, die Abteisteele und ein Stadtrelief. Einzelheiten zu Gebäuden, Denkmälern und Brunnen siehe weiter unten in diesem Artikel.

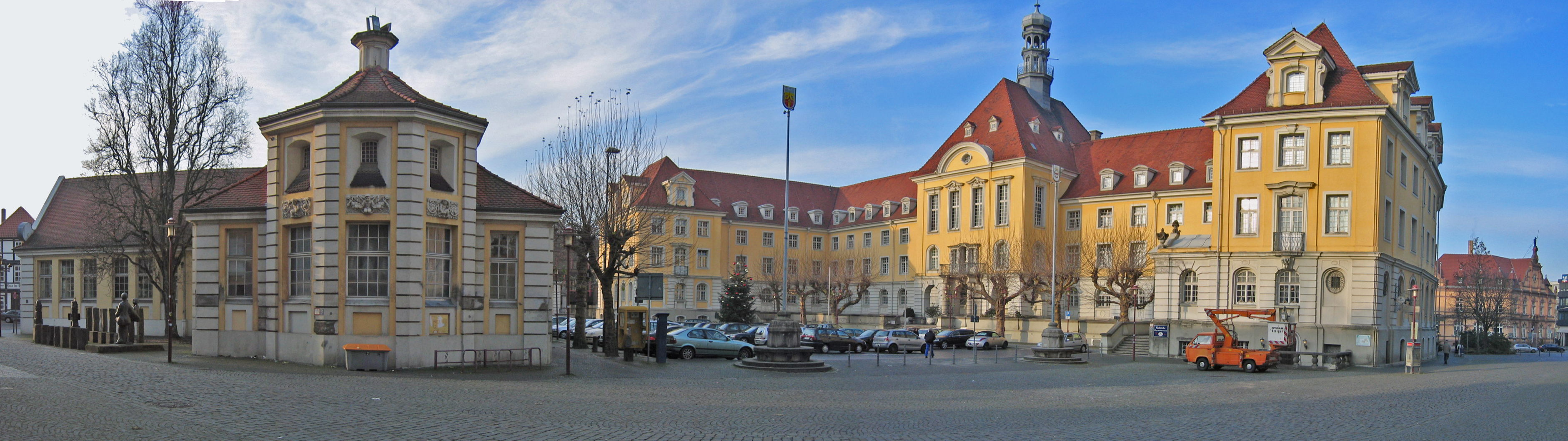
Rathausplatz

### Rathausplatz
Der Rathausplatz wird umrahmt vom Rathaus, der Markthalle, dem Münster und der Sparkasse Herford. Auf dem Rathausplatz stehen der Abteibrunnen und der Alte Abteibrunnen.

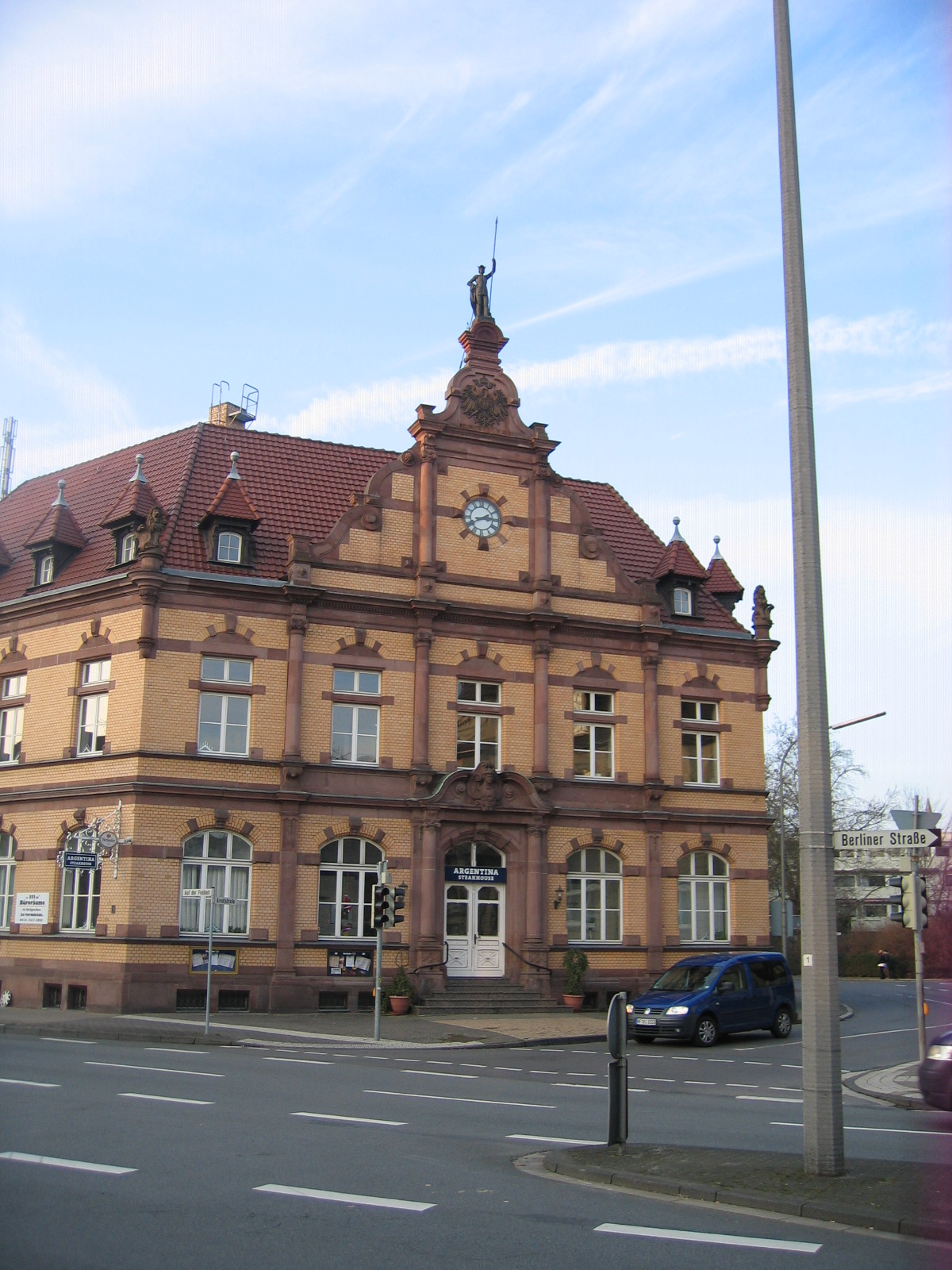
Stephansplatz

### Stephansplatz
Der Stephansplatz wurde 1897 nach Heinrich von Stephan, dem Organisator des deutschen Postwesens benannt, nachdem er 1895 das neue kaiserliche Hauptpostamt besichtigt hatte. Es steht noch heute dort, wurde jedoch 1977 als Poststandort aufgegeben und wird zwischenzeitlich von der Deutschen Angestellten-Akademie genutzt. Östlich des Postgebäudes wurde in den 1960er Jahren das noch heute stehende Gebäude des Fernsprech-Knotenamtes gebaut. Es wird derzeit als Museumsarchiv der Stadt Herford genutzt. An seiner Stelle stand bis 1960 das Gebäude der Gesellschaft „Weinclub“. Ebenfalls am Stephansplatz befindet sich eine Filiale der Volksbank Herford-Mindener Land.
Der Stephansplatz ist kein Platz, sondern eine Kreuzung, an der die Arndtstraße und der Münsterkirchplatz in die Straße Auf der Freiheit münden. Die Berliner Straße beginnt dagegen nicht am Stephansplatz, sondern weiter östlich an der Hämelinger Straße. Ein Straßenschild mit dem Namen Stephansplatz gibt es nicht. Der Platz wird ausschließlich im Stadtplan so genannt. Das ehemalige Postgebäude hat die Adresse Auf der Freiheit 1, die Volksbank gehört zur Arndtstraße.

### Elisabethstraße
Seit 1886 erinnert der Straßenname an die Herforder Fürstäbtissin Elisabeth von der Pfalz, für die dort eine Büste aufgestellt wurde (siehe unten unter Denkmäler). Die Straße führt von der Straße Am Gange über das Gebiet der ehemaligen abteilichen Freiheit in einem Bogen zur Bäckerstraße und verband mehrere Verwaltungsgebäude der Abtei. An der Straße liegen das Kino Capitol, die Sparkasse Herford, die Markthalle, die Volkshochschule und mehrere unter Denkmalschutz stehende Fachwerkhäuser, wie das Haus der Handwerks, das Labadistenhaus, das Kantorhaus und der Freie Hof, in dem sich das Hotel zur Fürstabtei befindet.

### Am Gange
Die Straße ist der Verbindungsweg von der Elisabethstraße zum Gehrenberg und der Mittelstädter Mühle. Sie bildete die Grenze zwischen der Abtei und der Stadt. Die Herkunft des 1886 eingeführten Namens ist nicht bekannt.

### Auf der Freiheit
Der Name der Straße „Auf der Freiheit“ wurde 1886 eingeführt. Er erinnert an die Gerichtsfreiheit der Fürstabtei Herford (siehe hierzu auch unter Mausefalle).

### Mausefalle
Der Verbindungsweg zwischen der Fürstabtei und dem Alten Markt im weltlichen Teil der Altstadt wurde früher im Volksmund Mausefalle genannt. Da die Stadt im Mittelalter nicht die Gerichtsbarkeit über die Abtei besaß, konnten sich gerichtlich Verfolgte aus der Stadt Herford durch die Mausefalle auf das Gebiet der Abtei retten. Sie waren dort aber wie in einer Mausefalle gefangen, da die Abtei rings von städtischem Gebiet umgeben war. 1886 wurde die Straße in Marktstraße umbenannt. Da sich dieser Name jedoch nicht durchsetzen konnte, erhielt sie 1912 wieder den Namen Mausefalle. Im Laufe der Zeit wurde aus der Gasse eine Geschäftsstraße mit Durchgangsverkehr. Nachdem sie in den 1970er Jahren zur Einbahnstraße wurde, dürfen heute nur noch Busse und Lieferfahrzeuge zum und vom Alten Markt durch die Straße fahren.
Die Grenze zwischen Altstadt und Abtei an der Kreuzung Mausefalle/Elisabethstraße/Münsterkirchplatz/Am Gange, die im Mittelalter durch Ketten abgesichert und bewacht war, ist heute durch zwei Sandsteinsäulen und eine Gedenktafel gekennzeichnet.

### Clarenstraße
Die Clarenstraße verläuft vom Alten Markt in Richtung Südwesten. Dort stand einst ein Kloster, das mehr als einhundert Jahre von Klarissen bewohnt war, von denen der Straßenname abgeleitet ist. Nach der Reformation in der Mitte des 16. Jahrhunderts zogen Weber und Spinner in das Kloster ein.

### Rennstraße und Renntor
Die Rennstraße verläuft vom Alten Markt zum Renntor, einem der fünf ehemaligen Herforder Stadttore. Sie ist eine der ältesten Straßen der Stadt und wurde erstmals 1393 als Renstrate schriftlich erwähnt. Vor dem Stadttor lagen das große und kleine Rennefeld, auf dem im Mittelalter vermutlich Ritterturniere, sogenannte Rennen durchgeführt wurden. Offiziell bekam die Rennstraße 1866 ihren Namen.
Eine Besonderheit der Rennstraße ist, dass die Häuser nicht, wie sonst üblich, aufsteigend stadtauswärts nummeriert sind. Vielmehr befinden sich die Häuser mit den niedrigen Hausnummern am Renntor und mit den höchsten Hausnummern am Alten Markt. Zwischen den Pöppelmannwall, der einmal Renntorwall hieß und der Straße Renntormauer steht das Mathilden-Hospital. Auf der anderen Straßenseite münden der Wall „Unter den Linden“ und die Renntorwallstraße in die Rennstraße.

### Lessingstraße
Die Lessingstraße wurde Anfang des 20. Jahrhunderts nach dem Dichter und Aufklärer Gotthold Ephraim Lessing benannt, der sich für die Toleranz der Religionen eingesetzt hat. Davor hieß sie Judengasse nach den dort lebenden Juden. Diesen gaben um 1350 ihre Mitbürger die Schuld an der ausgebrochenen Pest und vertrieben oder erschlugen sie in einem Pogrom.

### Zur Bleiche
Zwischen 1890 und den 1920er Jahren wurde dort, wo damals die Bowerre von der Werre abzweigte, eine Bleicherei betrieben. Später wurde dieser Straßenbereich „Zur Bleiche“ genannt. An der Stelle, an der sich die Bleicherei befand, steht heute eine der fünf städtischen Kindertagesstätten.

## Gebäude

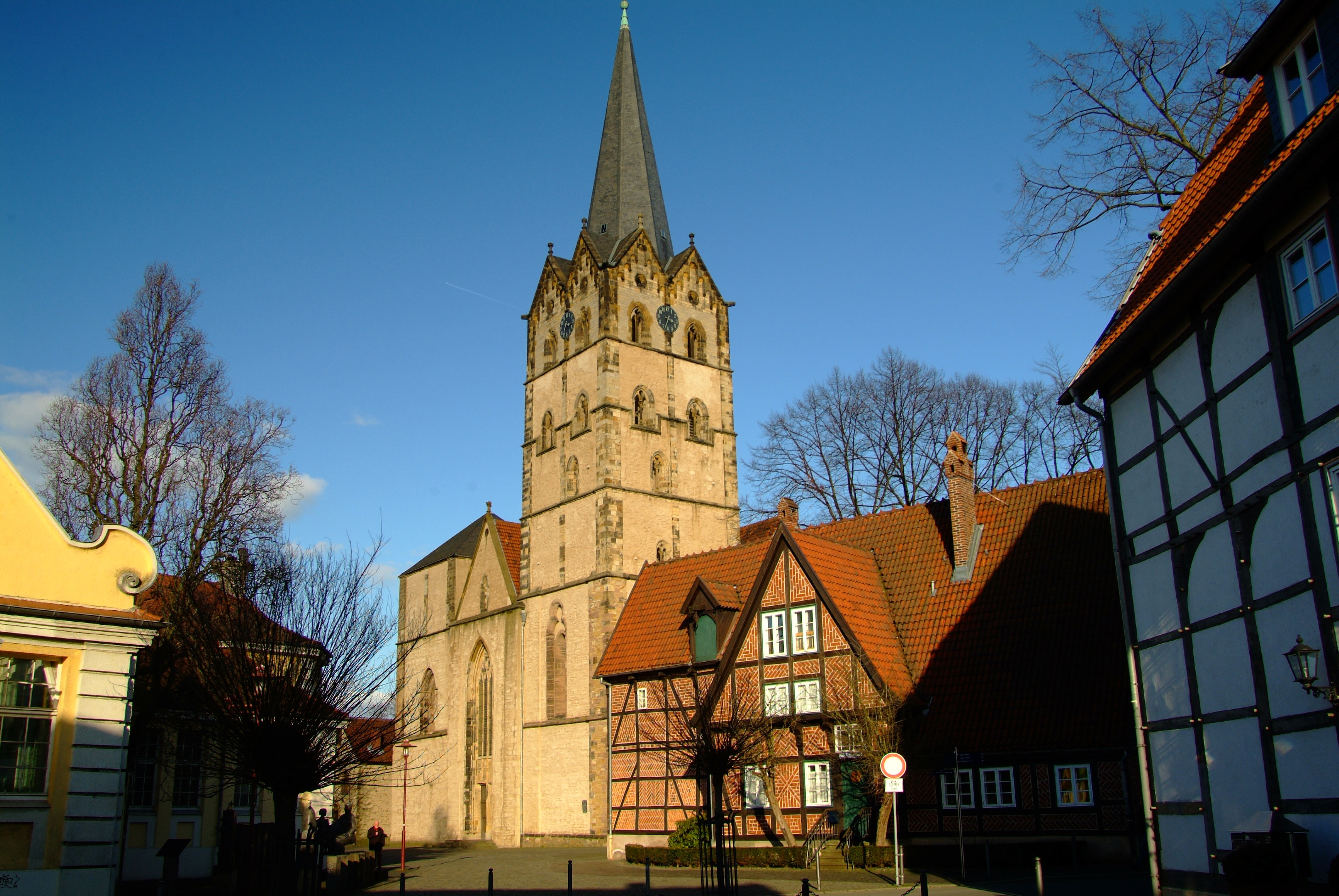
Die Münsterkirche mit dem Kantorhaus

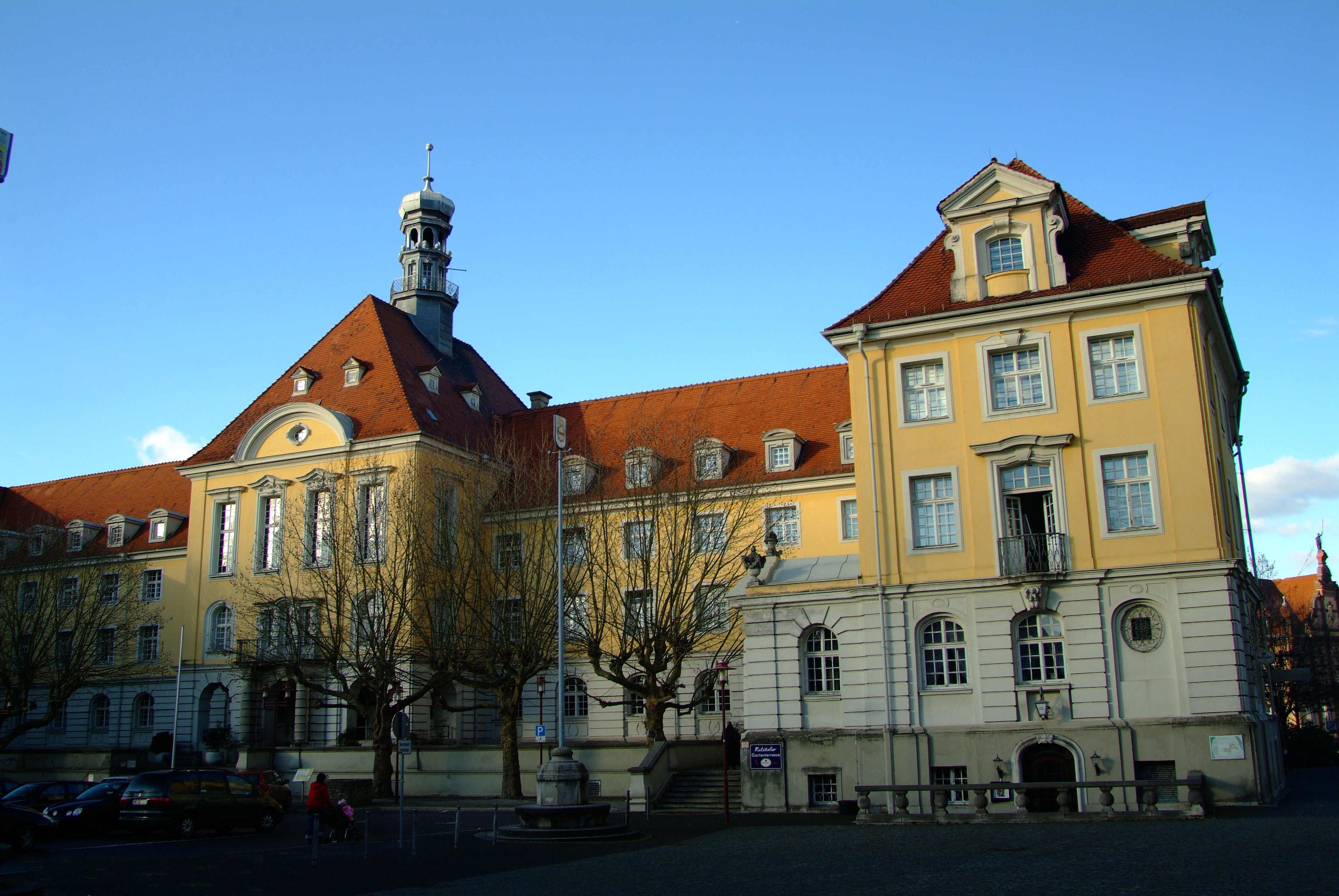
Das Herforder Rathaus

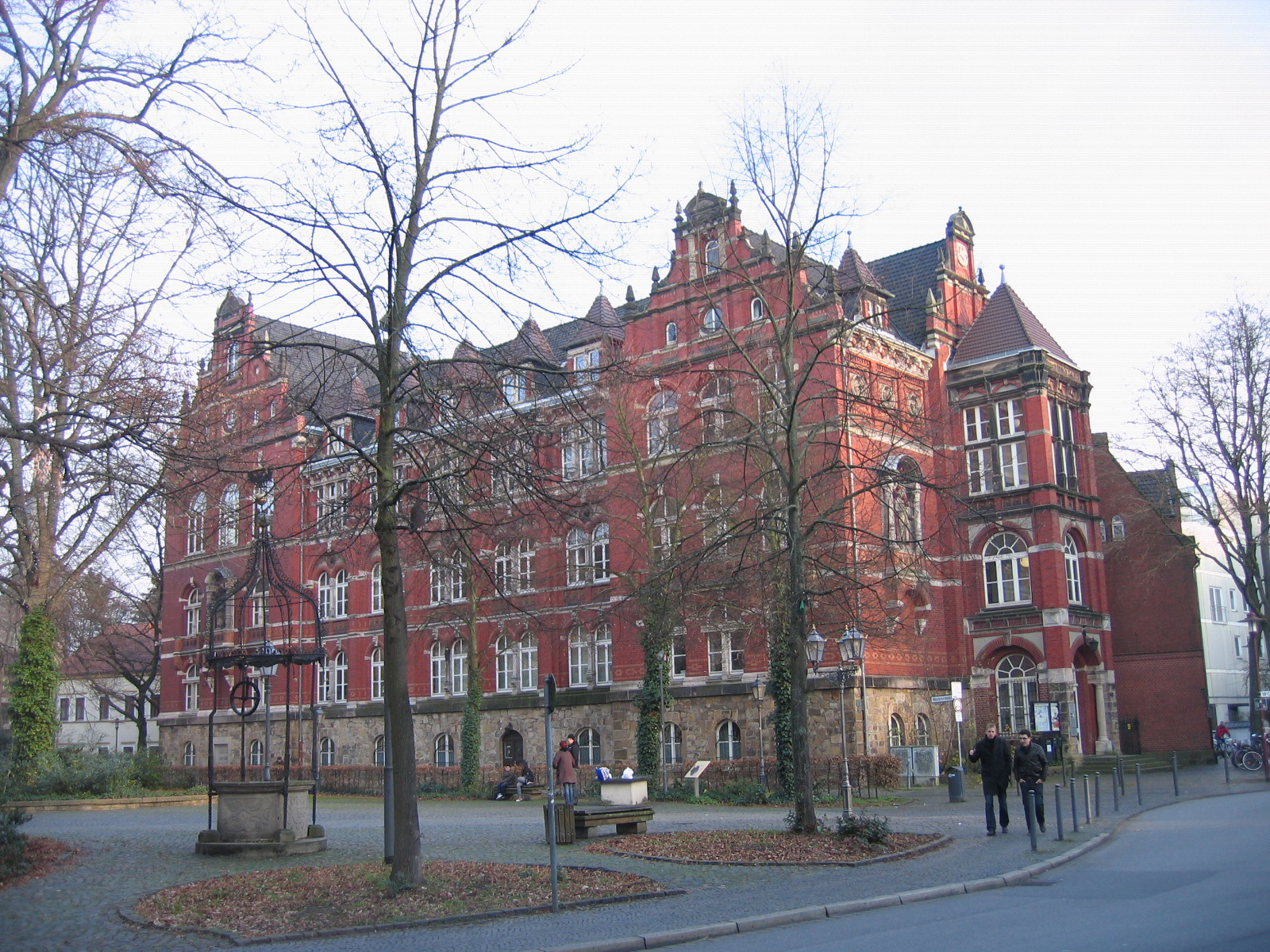
Volkshochschulgebäude, Münsterkirchplatz 1

### Münster, Rathaus und Markthalle
Auf dem Münsterkirchplatz steht das 1220 bis 1250 errichtete spätromanische Herforder Münster, die älteste und größte Kirche der Stadt. Auf der einen Seite des benachbarten Rathausplatzes befindet sich auf dem Gelände des ehemaligen Abteigebäudes, dessen letzten Reste 1913 abgerissen wurden, das 1913 bis 1916 erbaute Rathaus, einer der letzten neobarocken Großbauten Deutschlands. Auf der anderen Seite steht die Markthalle, die für Wochenmärkte und Veranstaltungen genutzt wird. In der Kleinen Markthalle befindet sich seit 2019 die Tourist-Information.

### Wolderuskapelle
Neben dem Münster steht die 1735 errichtete Wolderuskapelle, in der der Gründer des Herforder Klosters, Waltger bzw. Wolderus beerdigt sein soll. Seit 1962 ist dort die griechisch-orthodoxe Gemeinde der Stadt Herford beheimatet. An den Wänden hängen extra für die Kirche gefertigte Ikonen eines griechischen Ikonenmalers.

### Münsterkirchplatz 1
Auf der Ostseite des Münsterkirchplatzes steht ein Backsteinbau, der am 29. Juli 1896 eingeweiht und als Landwirtschafts- und Ackerbauschule sowie als Realschule genutzt wurde. Der dreigeschossigen Bau mit zwei Giebeln hat eine Fassade aus roten Verblendsteinen mit Ornamenten, Gesimsen sowie Tür- und Fenstereinfassungen aus weißem Sandstein. Nach der Verlegung der Ackerbauschule an die Goebenstraße und der Auflösung der Landwirtschaftsschule wurde hier 1926 die Oberrealschule gegründet. Sie wurde in der Zeit des Nationalsozialismus in die Oberschule für Jungen umgewandelt. 1946 war dort vorübergehend auch die Königin-Mathilde-Schule untergebracht, wobei der Unterricht vor- und nachmittags durchgeführt wurde. 1954 erhielt die Oberschule für Jungen den Namen Ravensberger Gymnasium. Nach dessen Umzug in das neue Gebäude am Lübberbruch im Jahr 1960 diente das Haus einige Jahre als Berufsschule.
1968 ging das Gebäude von der Stadt an den Kreis Herford über und war bis 1976 Hauptsitz der Friedrich-List-Berufsschule. Anschließend zogen das Arbeitsgericht Herford und 1983 die Volkshochschule in das Gebäude. Am 21. März 1984 wurde der Bau unter Denkmalschutz gestellt. In diesem Jahr wurden Dach, Fassade und Fenster saniert. 1994 kaufte die Volkshochschule das Gebäude und baute es aus. Nachdem im Jahr 2001 das Arbeitsgericht ausgezogen war, zogen das Studienzentrum der Fernuniversität Hagen und die Bundesarbeitsgemeinschaft Landsberg an der Warthe ein. Vorübergehend zog auch die Rockakademie Ostwestfalen-Lippe ein.
In der Aula der Volkshochschule befindet sich ein Wandbild von Konrad Astfalck, auf dem die Brautwerbung Heinrichs um Mathilde die Heilige dargestellt ist.

### Kantorhaus und Geschichtshotel
Am Rand des Münsterkirchplatzes an der Elisabethstraße steht das im 15. Jahrhundert erbaute Kantorhaus, das somit zu den ältesten Fachwerkhäusern Westfalens gehört. Auf der gegenüberliegenden Straßenseite stehen weitere Fachwerkhäuser aus dem 17. und 18. Jahrhundert, darunter das einzige Geschichtshotel Deutschlands. Das Hotel zur Fürstabtei wurde im Jahre 1999 eröffnet. Es ist mit Gemälden, Stuckarbeiten und Denkmalmodellen der Herforder Geschichte ausgestattet. Im Durchgang von der Straße zum Hof sind sieben bronzene Reliefs aus der Stadtgeschichte angebracht.

### Weitere Fachwerkhäuser
Auch in der Brüderstraße stehen mehrere Fachwerkhäuser, u. a. das Remensniderhaus aus dem Jahre 1521.

## Denkmäler

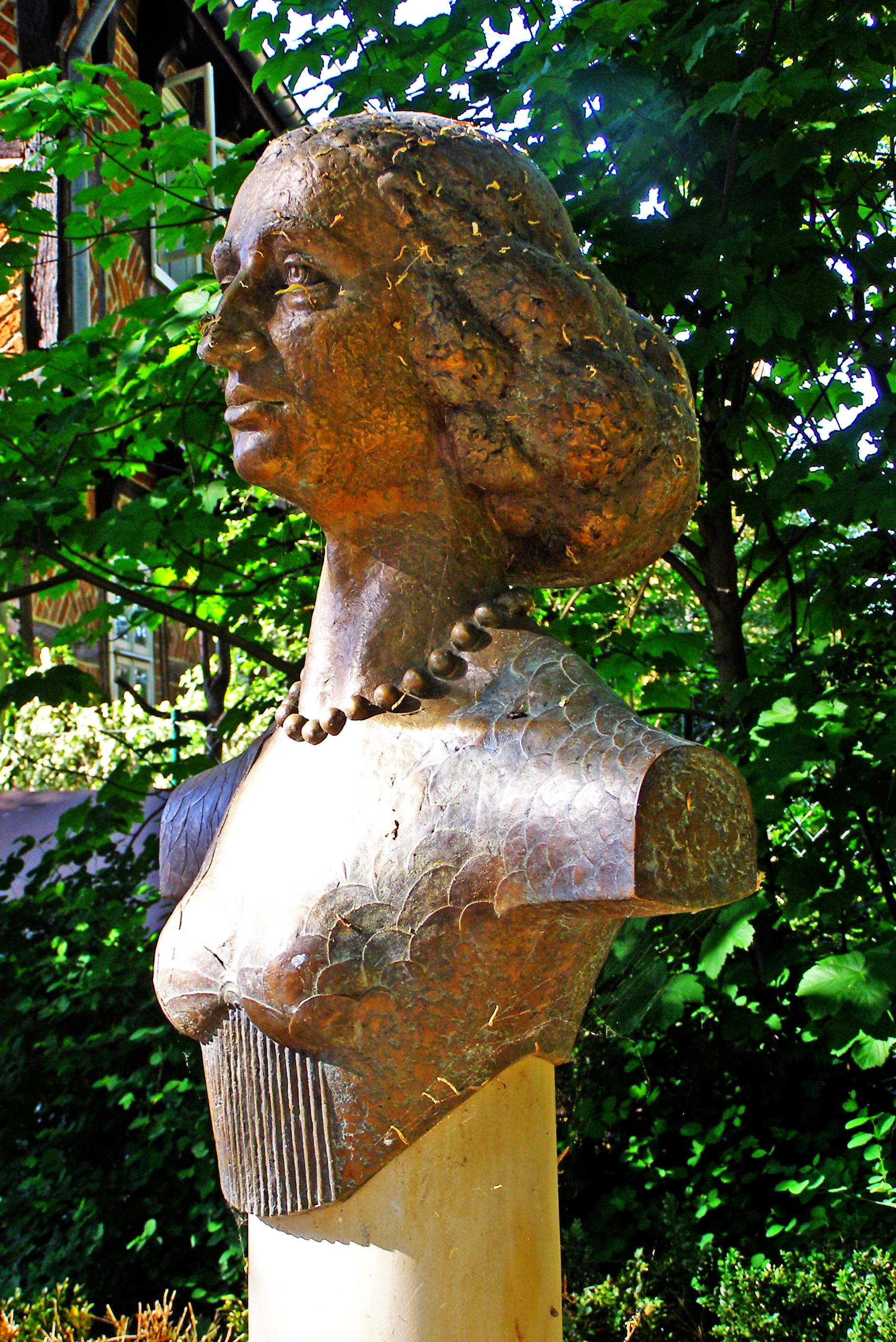
Elisabeth von der Pfalz

Am Linnenbauerplatz steht das 1909 eingeweihte Linnenbauerdenkmal des letzten Herforder Handwebers, der sein Leinen in der Stadt verkaufte. Bis zur Verrohrung der Bowerre stand er auf einem Pfeiler der Mittelstädter Brücke, die die Altstadt mit der Neustadt verband. Der Linnenbauer oder Leineweber ist vergleichbar mit dem Kiepenkerl.
An der Elisabethstraße steht eine vom Künstler Wolfgang Knorr geschaffene Büste von Elisabeth von Herford (auch Elisabeth von der Pfalz), die von 1667 bis 1680 Äbtissin in Herford war.
Zwischen der Münsterkirche und dem Kantorhaus wurde 1989 die Abteistele aufgestellt, die an das hochadelige Reichsstift Herford und das Wirken der Stiftsdamen erinnert.
Seit 1998 befindet sich an der benachbarten Markthalle das Stadtgeschichtsdenkmal der Reichstiftstadt Herford, das das singuläre Verhältnis von Stift und Stadt, das Kondominat (seit 1256) darstellen soll.
Auf dem Münsterkirchplatz in der Nähe des Altstädter Marktbrunnens wurde im Jahre 2002 ein Stadtmodell der ummauerten Reichsstadt in der Mitte des 17. Jahrhunderts aufgestellt.
Einzelheiten zu den Denkmälern sind dem Artikel Denkmäler und Kunst im öffentlichen Raum in Herford zu entnehmen.

## Brunnen
Im Gehrenberg an der Einmündung zur Brüderstraße befindet sich der Jahrhundertbrunnen mit beweglichen Figuren, die die Herforder Originale Mutter Grün und Trompeten-Oskar (übrigens ein Ehepaar) sowie die Herforder Schausteller darstellen. Ebenfalls im Gehrenberg an der Einmündung „Am Gange“ wurde ein neuzeitlicher Brunnen aufgestellt, der wegen seiner Form im Volksmund „Bürgerdusche“ genannt wird.
Der ehemals auf dem Alten Markt stehende Altstädter Marktbrunnen aus dem Jahre 1616 steht heute auf dem Münsterkirchplatz. Die Erinnerung an die Abtei sollen der Abteibrunnen und der Alte Abteibrunnen auf dem Rathausplatz wachhalten. Ein weiterer Brunnen, der einen Lausbuben darstellt, steht in der Bäckerstraße.
Einzelheiten zu den Brunnen sind dem Artikel Brunnen in Herford zu entnehmen.

## Behörden und Einrichtungen
Das Amtsgericht, das für Herford, Hiddenhausen, Enger und Spenge zuständig ist, steht gegenüber der Sparkasse an der Straße „Auf der Freiheit“. Es gehört zum Landgericht Bielefeld und zum Oberlandesgericht Hamm.
Im Gebäude der Stadtbibliothek am Linnenbauerplatz befindet sich das Theaterbüro.
Zwischen der Renntorwallstraße und dem Wall „Unter den Linden“ liegt das Bürgerzentrum Haus unter den Linden, auch HudL genannt.
Am Münsterkirchplatz gibt es ein Arbeitslosenzentrum.
Am Rande der Altstadt am Pöppelmannwall steht eines der beiden Herforder Krankenhäuser, das katholische Mathilden-Hospital mit 211 Betten (Stand 2017).
Der Zweckverband Volkshochschule für den Kreis Herford befindet sich am Münsterkirchplatz in dem Gebäude, in dem bis 1960 das Ravensberger Gymnasium beheimatet war.
Das Parkhaus Altstadt steht am Rand der Fußgängerzone an der Tribenstraße.
Der Hauptsitz der Sparkasse Herford befindet sich zwischen der Aa, der Abteistraße und der Straße „Auf der Freiheit“.
Am Stephansplatz hat die Volksbank Herford-Mindener Land ihre Innenstadtfiliale.
In der Bäckerstraße befindet sich eine Post- und Postbankfiliale.
Am 31. Oktober 2009 wurde das letzte noch verbliebene Herforder Kino „Capitol“ an der Elisabethstraße nach über 80-jähriger Geschichte geschlossen. Es wurde im Jahre 1927 als Herforder Lichtspielpalast (HeLiPa) eröffnet. Nach umfangreicher Renovierung wurde das Capitol am 11. November 2010 wiedereröffnet.
An der Renntorwallstraße hat die Katholisch-apostolische Gemeinde Herford ihr Gemeindehaus.
Im 1906 und 1924 in zwei Bauabschnitten errichteten Logenhaus am Faulen Steg hat die 1899 gegründete Freimaurerloge „Zur Roten Erde“ ihren Sitz. Seit 1972 befindet sich dort auch die Loge „The Rose of Minden“ der britischen Freimaurer in Deutschland.